# Harkskärsfjärden
Harkskärsfjärden este o arie protejată (arie specială de conservare — SAC, sit de importanță comunitară — SCI, arie de protecție specială avifaunistică — SPA) din Suedia întinsă pe o suprafață de 348,9 ha, integral pe uscat.

## Localizare
Centrul sitului Harkskärsfjärden este situat la coordonatele 60°46′45″N 17°17′45″E / 60.7792°N 17.2959°E.

## Înființare
Situl Harkskärsfjärden a fost declarat sit de importanță comunitară în ianuarie 2002 pentru a proteja 8 specii de animale. Alte tipuri de protecție:
- arie de protecție specială avifaunistică (în ianuarie 2002)[2]
- arie specială de conservare (în martie 2011)[1][3][4]

## Biodiversitate
Situată în ecoregiunile boreală și marină baltică, aria protejată conține 8 habitate naturale: Pășuni de coastă din Baltica boreală, Păduri naturale în etape succesive primare ale suprafețelor emergente de coastă, Mlaștini alcaline, Păduri caducifoliate de mlaștină fino-scandinave, Lagune de coastă, Golfuri mici largi și golfuri puțin adânci, Cursuri de apă de la nivel de câmpie la nivel montan, cu vegetație Ranunculion fluitantis și Callitricho-Batrachion, Mlaștini turboase de tranziție și turbării mișcătoare.
La baza desemnării sitului se află mai multe specii protejate:
- păsări (5): cocoșul de mesteacăn (Bonasa bonasia), ciocănitoare neagră (Dryocopus martius), vultur pescar (Pandion haliaetus), corcodel-urechiat (Podiceps auritus), chiră de baltă (Sterna hirundo)
- nevertebrate (3): libelule (Leucorrhinia pectoralis), Vertigo angustior, Vertigo geyeri